# Hittisweiler
Hittisweiler ist ein Weiler des Stadtteils Haisterkirch von Bad Waldsee.

## Lage
Hittisweiler liegt am Haisterkircher Rücken, unmittelbar westlich der Europäischen Hauptwasserscheide, südöstlich von Bad Waldsee auf der Gemarkung Haisterkirch.

## Geschichte
- 1200 Ersterwähnung als Hicilineswilare[1]
- 1885 Bau der Kapelle Maria-Schnee[1]

## Verkehrsanbindung
Hittisweiler ist verkehrstechnisch über die Kreisstraßen K7934 (Anbindung an Bad Waldsee und Mittelurbach) sowie die K7933 (Anbindung an Haisterkirch und Mennisweiler) erschlossen. 

### Radverkehr
Die Kreisstraßen K7933 und K7934, die Hittisweiler anbinden, sind bei Radfahrern aufgrund des zügigen motorisierten Verkehrs eher unbeliebt. Insbesondere die Strecke in Richtung Haisterkirch wird im Sommer aufgrund mangelnder Übersichtlichkeit als unangenehm empfunden. Alternative Routen bestehen von Bad Waldsee und Mittelurbach über Haisterkirch und Ehrensberg sowie von Mennisweiler ebenfalls über Ehrensberg nach Hittisweiler, diese stellen jedoch erhebliche Umwege dar.
Hittisweiler ist nicht direkt an das Radnetz BW angebunden.

## Sehenswürdigkeiten

### Kapelle Maria-Schnee
Die Hittisweiler Kapelle Maria-Schnee (erbaut 1885) besitzt einen Altar aus dem späten 18. Jh. mit Verkündigungsfiguren (Maria und Gabriel) und einem Baldachinbild des hl. Franz Xaver. Auf der Mensa liegt ein Schrein mit Nachbildungen der Gebeine der seligen Elisabeth von Reute, und das Altarblatt zeigt eine lächelnde Maria nach dem Vorbild der Ikone Salus populi Romani.

## Regelmäßige Veranstaltungen
Das Patroziniumsfest der Kapelle Maria-Schnee findet jährlich statt.

## Gewässer

### Osterhofer Ach
Die Osterhofer Ach entspringt südlich von Hittisweiler, kurz vor Mennisweiler, aber noch auf der Gemarkung Haisterkirch und fließt durch Hittisweiler, wobei etwas südlich der Ehrensberger Bach und direkt am Ortsrand der Bach NN-IO7 in sie münden. 

### Ehrensberger Bach
Der Ehrensberger Bach hat seine Quelle am östlichen Ortsrand von Ehrensberg und fließt südlich des Verbindungswegs nach Hittisweiler. Der Ehrensberger Bach hat eine länge von 1,523 km.

### NN-IO7
Der Bach NN-IO7 entspringt im Großen Gemeindeholz südlich von Hittisweiler, kurz vor der Gemarkungsgrenze. NN-IO7 hat eine länge von 1,363 km.

## Kritische Infrastruktur

### Biogas
Die Biogasanlage am Ortseingang von Hittisweiler aus Richtung Haisterkirch, verfügt über eine Leistung von 420 kW, die rechnerisch den Bedarf von 1200 Haushalten decken kann. Die Abwärme der Anlage wird zur Beheizung der benachbarten Gaststätte und des Wohnhauses genutzt. Die erste Anlage ging 2010 in Betrieb und wurde bereits 2012 auf die aktuelle Leistung von 420 kW erweitert.

### Windkraft
Südlich von Hittisweiler, an der Gemarkungsgrenze zu Mittelurbach, sind aktuell Planungen für zwei Windparks mit insgesamt fünf Windrädern vorgesehen.